# Jun’ya Yano
Jun’ya Yano (japanisch 矢野 絇也 Yano Jun’ya; geboren 27. April 1932 in Yao, Osaka) ist ein japanischer Politiker.

## Leben und Wirken
Jun’ya Yano schloss sich während seines Studiums an der Universität Kyōto der religiös-politischen Bewegung Sōka Gakkai an. Nach dem Abschluss des Studiums arbeitete er sieben Jahre für die Hoch- und Tiefbaufirma Ōbayashi-gumi. 1963 wurde er als Mitglied der der Sōka Gakkai nahestehenden Kōmeitō ins Parlament der Präfektur Osaka und 1967 im damaligen 4. Wahlkreis der Präfektur Osaka in das Unterhaus des nationalen Parlaments gewählt. Danach wurde er im Alter von 34 Jahren Generalsekretär der Kōmeitō und arbeitete eng mit dem Fraktionsvorsitzenden Takeiri Yoshikatsu (1926–2023) zusammen.
In den Jahren 1969 bis 1970 überlebte Yano geschickt die missliche Lage, die durch Behinderung der Veröffentlichung eines Partei-Papiers entstanden war. Ein anderes Problem entstand durch eine Vereinbarung zur Zusammenarbeit 1974 vor der Bekanntgabe im Sommer 1975. Andererseits war er 1971 eine der zentralen Figuren bei der Gründung des „Atarashii Nihon o kangaeru kai“ (新しい日本を考える会) – eines Klubs zum Thema „Lasst uns über ein neues Japan nachdenken“ und galt als treibende Kraft für eine Reform aus der Mitte heraus. 1986 löste Yano Takeiri als Parteivorsitzenden ab.
Als sich herausstellte, dass Yano in Skandale wie den Recruit- oder den Meidensha-Skandal verwickelt war, gab er im Mai 1989 seinen Parteivorsitz auf. 1993 schied er aus dem Parlament aus.